# Língua lele
Lele é uma língua Chádica Oriental falada em Tandjilé, no departamento Tandjilé Oeste, ao sul de Kélo.
verb.

## Fonologia

### Consoantes
Existem algumas assimetrias no inventário consoantes de Lele.
|             |               | Labial | Alveolar | Palatal | Velar | Labiovelar | Glotal |
| ----------- | ------------- | ------ | -------- | ------- | ----- | ---------- | ------ |
| Nasal       | Nasal         | [m]    | [n]      | [ɲ]     | [ŋ]   |            |        |
| Plosiva     | Surda         | [p]    | [t]      |         | [k]   | [kp]       |        |
| Plosiva     | Sonora        | [b]    | [d]      |         | [ɡ]   | [ɡb]       |        |
| Plosiva     | implosiva     | [ɓ]    | [ɗ]      |         |       |            |        |
| Plosiva     | prenasalizada | [mb]   | [nd]     |         |       | [ŋb]       |        |
| Fricativa   | Fricativa     |        | [s]      |         |       |            | [h]    |
| Vibrante    | Vibrante      |        | [r]      |         |       |            |        |
| Aproximante | Central       | [w]    |          | [j]     |       |            |        |
| Aproximante | Lateral       |        | [l]      |         |       |            |        |

## =Vogais
Lele tem cinco vogais subjacentes. As vogais mediais são mais para fechadas do que para abertas. Todas podem ter variantes longas.
|         | Anteriort | Central | Posterior |
| ------- | --------- | ------- | --------- |
| Fechada | [i]       |         | [u]       |
| Medial  | [e]       |         | [o]       |
| Aberta  |           | [a]     |           |

## Gramática

### Substantivos
Os substantivos são gramaticalmente masculinos ou femininos, mas não há marcações morfológicas de gênero nos substantivos.:55 Essa distinção é vista apenas no sistema de acordos (gênero encoberto). Apenas um subconjunto de substantivos são mercados para o plural: animais grandes, termos de parentesco e alguns objetos inanimados. Os substantivos do plural são marcados de várias maneiras, incluindo um sufixo / -e / ou / -we / e um infixo / -a-/.:56 Existem três substantivos que têm formas irregulares no plural: "mulher", "galinha" e "pessoa".:58
Há uma distinção gramatical entre posse alienável e inalienável na frase substantiva. Na posse inalienável, um possuidor singular é marcado por um sufixo no substantivo que indexa o possuidor (sufixo de acordo com o possuidor). Na posse inalienável plural e toda alienável, o possuidor é indexado por uma palavra pronominal que segue o substantivo.:61

### Verbos
O sistema de tempo e modo inclui quatro formas verbais rotuladas "passado", "futuro", "nominal" e "imperativo". A forma "passado" normalmente possui uma vogal final / raiz / i. As formas "futuro" e "nominal" têm uma vogal final / raiz / final. Eles se distinguem por uma nota alta na primeira sílaba da forma "futura". A forma imperativa normalmente possui uma vogal final na raizo / a / ou / u /.:44
Alguns verbos também têm uma forma plural indicada por um sufixo / -wi / ou uma consoante inicial desvalorizada. A forma plural do verbo pode indicar a pluralidade de uma ação, um sujeito intransitivo plural ou um objeto plural.:124 Os verbos também podem ser modificados por advérbios, incluindo uma classe de ideofones,:164 por um marcador "ventivo" (derivado do verbo "vir") após o verbo ou um marcador "inceptivo" (derivado do verbo "sair, ir") que precede o verbo.

### Pronomes
O sistema de referência faz uma distinção de 10 direções. O gênero é distinguido em pronomes singulares de segunda e terceira pessoa. Os pronomes não singulares da primeira pessoa incluem uma forma inclusiva dupla, uma forma inclusiva plural e uma forma exclusiva plural. A forma inclusiva plural é um pronome bimorfêmico que combina a forma inclusiva dupla em primeira pessoa com a forma plural em segunda pessoa.:100

### Ordem das palavras
Em uma sentença pragmaticamente neutra, argumentos nominais ocorrem em uma ordem de palavras SVO. No entanto, os pronomes do sujeito da terceira pessoa geralmente seguem o verbo.